# Goran Stanić
Goran Stanić (en macedònic: Горан Станиќ) (Skopje, 8 de setembre de 1972 és un antic futbolista serbi-macedoni que jugava de defensa.

## Trajectòria
Començà la seva carrera al FK Vardar, fitxant el 1998 a la UE Lleida. Al club català jugà dues temporades, fins al 2000. Retornà al seu país per jugar al FK Cementarnica i al FK Rabotnički, i més tard al Rad de Belgrad. A partir del 2003 jugà a la lliga escocesa, a clubs com Raith Rovers, St. Johnstone o East Fife
Fou dos cops internacional amb la selecció de Macedònia del Nord.